# Silke Bodenbender

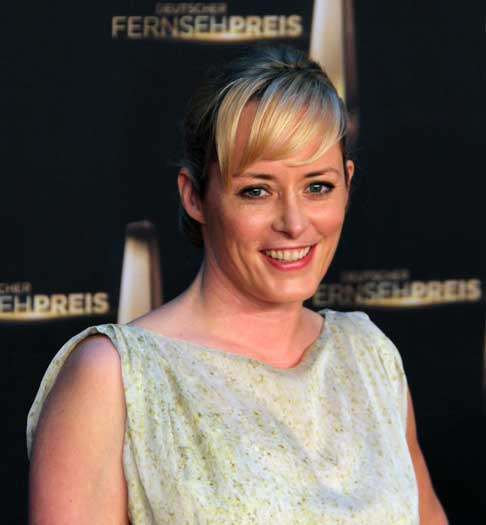
Silke Bodenbender 2012 beim Deutschen Fernsehpreis

Silke Bodenbender (* 31. Januar 1974 in Bonn) ist eine deutsche Schauspielerin.

## Leben und Karriere
Silke Bodenbender wurde 1974 als Tochter des späteren nordrhein-westfälischen Staatssekretärs Wolfgang Bodenbender geboren.
Während ihrer Ausbildung am Schauspiel München (1996–1999) spielte sie am Südostbayerischen Städtetheater. Engagements am Schauspielhaus Dortmund, am Düsseldorfer Schauspielhaus, an der Schaubühne Berlin und am Nationaltheater Mannheim schlossen sich an. 2018 wurde sie Ensemblemitglied am Schauspiel Stuttgart.
Als Filmschauspielerin wurde sie 2021 nach zahlreichen Nominierungen mit Matthias Brandt und dem Ensemble des Films Wir wären andere Menschen (2020) für ihre darstellerische Leistung mit dem Grimme-Preis ausgezeichnet. Ihr erfolgreicher Einstand ins Filmfach gelang ihr 2005 mit der Hauptrolle in dem mehrfach ausgezeichneten Debütfilm des deutsch-ägyptischen Filmemachers Samir Nasr, Folgeschäden (u. a. Civis-Preis und Golden Gate in San Francisco). Kurz darauf hatte sie ihren Durchbruch mit der Hauptrolle in Dieter Wedels Fernsehfilm Papa und Mama. Mehrere Filme, in denen sie danach mitwirkte – so beispielsweise Silberhochzeit (2006) und Über den Tod hinaus (2009) – waren für den Grimme-Preis nominiert.
Bodenbender selbst wurde 2008 für ihre darstellerischen Leistungen in Eine folgenschwere Affäre und Das jüngste Gericht mit dem Deutschen Fernsehpreis in der Kategorie Beste Schauspielerin Nebenrolle ausgezeichnet. In Niki Steins Fernsehfilm Bis nichts mehr bleibt übernahm sie den Part der fanatischen Scientology-Anhängerin Gine Reiners. Ebenfalls unter seiner Regie spielte sie in dem Kriegsheimkehrerdrama Wiedersehen mit einem Fremden und in Vater Mutter Mörder jeweils die Hauptrolle. Für ihre Rolle als Mutter in letzterem wurde sie 2012 auf dem Festival International de Programmes Audiovisuels in Biarritz als beste Schauspielerin mit dem FIPA d’or Grand Prize ausgezeichnet. Zudem war sie 2010 und 2013 in der Kategorie Beste deutsche Schauspielerin für die Goldene Kamera und 2012 und 2014 für den Deutschen Fernsehpreis nominiert. Sie ist Mitglied der Deutschen Filmakademie.
Silke Bodenbender ist mit dem Schriftsteller Florian Beckerhoff verheiratet und lebt mit den gemeinsamen Kindern, Sohn und Tochter, in Berlin-Schöneberg.
Im Magazin Stern war sie eine von 40 Frauen, die sich zum Thema Quotenfrau äußerten.

## Filmografie (Auswahl)
- 1999: Long Devision (Kurzfilm)
- 1999: Gott ist der Schwimmtrainer
- 2002: Verdammt verliebt (Fernsehserie)
- 2004: girl friends – Freundschaft mit Herz (Fernsehserie)
- 2005: Folgeschäden
- 2006: Papa und Mama (Zweiteiler)
- 2006: Engel wie wir
- 2006: Der Tote am Strand
- 2006: Silberhochzeit
- 2007: Durch Himmel und Hölle (Zweiteiler)
- 2007: Mein alter Freund Fritz
- 2007: Eine folgenschwere Affäre
- 2007: Das Inferno – Flammen über Berlin
- 2007: Erlkönig
- 2007: Mitte 30
- 2007: Die Schatzinsel (Zweiteiler)
- 2008: Das jüngste Gericht (Zweiteiler)
- 2008: Die blaue Stunde (Kurzfilm)
- 2008: Alles wieder gut (Kurzfilm)
- 2009: Auftrag Schutzengel
- 2009: Über den Tod hinaus
- 2009: Eine Frage des Vertrauens
- 2010: Wiedersehen mit einem Fremden
- 2010: Bis nichts mehr bleibt
- 2011: Die Stunde des Wolfes
- 2011: Weihnachtsengel küsst man nicht
- 2011: Vater Mutter Mörder
- 2011: Das unsichtbare Mädchen
- 2012: Die Löwin
- 2013: Tatort: Die schöne Mona ist tot
- 2013: Eine verhängnisvolle Nacht
- 2013: Es ist alles in Ordnung
- 2014: Blutsschwestern: Die Tote in der Berghütte
- 2014: Die Seelen im Feuer
- 2016: Oregon Pine
- 2016: Wild
- 2016: Liebe möglicherweise
- 2016: Lotte Jäger und das tote Mädchen
- 2016: Wunschkinder
- 2017: Königin der Nacht
- 2017: Eltern und andere Wahrheiten
- 2017: Der Kommissar und das Kind (Fernsehfilm)
- 2017: Ein Kind wird gesucht
- 2018: Teufelsmoor
- 2018: Lotte Jäger und die Tote im Dorf
- 2018: Wir haben nur gespielt
- 2019: Walpurgisnacht – Die Mädchen und der Tod
- 2019: Wir wären andere Menschen (Fernsehfilm)
- 2020: Louis van Beethoven (Fernsehfilm)
- 2020: Das Geheimnis des Totenwaldes (Fernsehfilm)
- 2021: Bring mich nach Hause (Fernsehfilm)
- 2022: Check out (Fernsehfilm)
- 2023: De stamhouder (niederländische Fernsehserie)
- 2023: Spurlos in Athen
- 2023: Irgendwann werden wir uns alles erzählen
- 2023: Die nettesten Menschen der Welt
- 2023: Flunkyball
- 2025: Rosenthal
- 2025: Ein ganz großes Ding (Fernsehfilm)

## Theater (Auswahl)
Südostbayerisches Städtetheater Landshut-Passau (1999–2000)
- Faust 1, Rolle: Gretchen – Regie: Johannes Reitmeier
- Bunbury, Rolle: Cesilia – Regie: Markus Everding
- Dreigroschenoper, Rolle: Hure – Regie: Volkmar Kamm
- Tsunami (Uraufführung), Rolle: Mandy – Regie: Dietmar Zerwes

Schauspielhaus Dortmund
- 2000–2001: Trommeln in der Nacht – Regie: Uwe Hergenröder
- 2000–2002: Das Fest (nach Thomas Vinterberg), Uraufführung, Rolle: Pia – Regie: Burkhard C. Kosminski

Schaubühne Berlin
- 2002–2003: Merlin oder Das wüste Land, Rolle: Elaine – Regie: Burkhard C. Kosminski

Schauspielhaus Düsseldorf
- 2001:–9999 39,90 (Uraufführung), Rolle: Sofia – Filmregie: Tobias Meinecke
- 2001–2004: Kabale und Liebe, Rolle: Luise – Regie: Burkhard C. Kosminski
- 2003–2006: Platonov, Rolle: Sophia – Regie: Burkhard C. Kosminski

Nationaltheater Mannheim
- 2006–2008: Trauer muss Elektra tragen, Rolle: Lavinia (Elektra) – Regie: Burkhard C. Kosminski
- 2009:–9999 Macbeth, Rolle: Lady Macbeth – Regie: Andras Fricsay

Schauspiel Stuttgart
- 2018–2020: Vögel, Rolle Norah – Regie: Burkhard C. Kosminski

Salzburger Festspiele
- 2019: Die Empörten (Uraufführung), Rolle: Elsa – Regie: Burkhard C. Kosminski

## Auszeichnungen
- 2006: tz-Rosenstrauß für das Ensemble von Silberhochzeit
- 2008: nominiert für den Bayerischen Fernsehpreis als beste Schauspielerin in der Kategorie „Spielfilm“ für Eine folgenschwere Affäre und Inferno
- 2008: Deutscher Fernsehpreis in der Kategorie „Beste Schauspielerin Nebenrolle“ für Eine folgenschwere Affäre und Das jüngste Gericht
- 2010: nominiert für die Goldene Kamera als beste Schauspielerin für Über den Tod hinaus
- 2011: nominiert für den Jupiter Award als beste Schauspielerin national für Eine Frage des Vertrauens
- 2012: FIPA d’or Grand Prize als beste Schauspielerin beim Festival International de Programmes Audiovisuels in Biarritz für Vater Mutter Mörder
- 2012: nominiert für den Deutschen Fernsehpreis als beste Schauspielerin für Das unsichtbare Mädchen
- 2013: Premio Bacco[7]
- 2013: nominiert für die Goldene Kamera als beste Schauspielerin für Das unsichtbare Mädchen
- 2013: Filmpreis Roland für das Team von Das unsichtbare Mädchen
- 2014: nominiert für den Deutschen Fernsehpreis als beste Schauspielerin für Es ist alles in Ordnung
- 2021: Grimme-Preis für das Ensemble von Wir wären andere Menschen
- 2021: nominiert für den Deutschen Fernsehpreis für Das Geheimnis des Totenwaldes stellvertretend für das Ensemble in der Kategorie „Bester Mehrteiler“